# Xavier Pascual Vives
Pour les articles homonymes, voir Xavier Pascual.
Xavier Pascual Vives, plus connu comme Xavi Pascual, né le 9 septembre 1972 à Gavà (province de Barcelone, Espagne), est un entraîneur de basket-ball espagnol qui a entraîné l'équipe de basket du FC Barcelone de 2008 à 2016 et le Panathinaïkos d'octobre 2016 à décembre 2018.

## Carrière

### Les débuts
Xavi Pascual commence à entraîner en 1990, à l'âge de 17 ans, s'occupant des diverses équipes juniors du club de sa ville natale, Gavà. En 1994, il entraîne l'équipe B de Cornellà, sa première équipe senior. L'année suivante il devient assistant de l'entraîneur de la première équipe de Cornellà qui joue en ligue EBA. Il reste deux ans aux côtés de l'entraîneur Agustí Cuesta, côtoyant des joueurs comme Quique Moraga, Roberto Dueñas ou Oriol Junyent. Xavi Pascual entraîne ensuite le CB Santfeliuenc et le CB Olesa. Puis il entraîne pendant trois saisons le CB Aracena. Parallèlement à ses activités d'entraîneur, Xavi Pascual poursuit des études d'ingénieur et obtient un diplôme en ingénierie industrielle.

### FC Barcelone
En 2004, Xavi Pascual est recruté par le FC Barcelone pour entraîner la deuxième équipe du Barça qui joue en ligue EBA. Dans le même temps, il occupe le poste de responsable technique de la formation des juniors du Barça. En 2005, il devient l'assistant de Duško Ivanović alors entraîneur de l'équipe première du FC Barcelone. À la suite du licenciement de Duško Ivanović, Xavi Pascual prend les rênes du Barça le 14 février 2008.
Nommé de façon temporaire à la tête de l'équipe, Xavi Pascual est confirmé à son poste le 21 juin 2008 après une fin de saison méritoire qui voit le Barça se qualifier pour la finale des play-off du Championnat d'Espagne et décrocher ainsi une place pour l'Euroligue.
Sous la direction de Xavi Pascual, Barcelone remporte le Championnat d'Espagne (2009), la Coupe d'Espagne (2010) et l'Euroligue (2010). En gagnant l'Euroligue lors de la Final Four à Paris le 9 mai 2010, Xavi Pascual est à 37 ans le plus jeune entraîneur de l'histoire à remporter cette compétition, émulant ainsi son confrère Pep Guardiola, l'entraîneur de la section football du FC Barcelone.
En juin 2012, Xavi Pascual remporte son troisième Championnat d'Espagne à la tête du FC Barcelone en battant le Real Madrid lors de la finale des play-off.
Le 10 février 2013, Xavi Pascual remporte sa troisième Coupe d'Espagne à la tête du Barça en battant Valence en finale.
En 2014, Xavi Pascual remporte son quatrième Championnat d'Espagne avec Barcelone en battant le Real Madrid en finale du play-off.
En décembre 2014, le FC Barcelone étend le contrat de Pascual jusqu'à la fin de la saison 2016-2017.
Xavi Pascual est limogé le 27 juin 2016 au bout de huit années au club blaugrana. Déjà en péril lors de la première moitié de saison en Euroligue avant que le Barça ne se refasse une santé, Pascual paye la défaite en finale de la Liga ACB face au Real Madrid malgré l'avantage du terrain. C'est Geórgios Bartzókas qui lui succède.

### Panathinaïkos
En octobre 2016, il devient entraîneur du Panathinaïkos où il remplace Argýris Pedoulákis. Pascual signe un contrat de 3 ans avec le club.
Il remporte le doublé Coupe/Championnat dès sa première saison au club et est désigné "Meilleur entraîneur de l'année" en Grèce.
En décembre 2018, Pascual est limogé pour résultats insuffisants. Rick Pitino est nommé entraîneur peu après,.

### Zénith Saint-Pétersbourg
En février 2020, Pascual est nommé entraîneur du Zénith Saint-Pétersbourg en remplacement de son compatriote Joan Plaza. Son contrat court jusqu'au terme de la saison 2020-2021.

## Palmarès
Avec le FC Barcelone :
- 4 Championnats d'Espagne : 2009, 2011, 2012 et 2014.
- 4 Supercoupes d'Espagne : 2009, 2010, 2011 et 2015
- 3 Coupes d'Espagne : 2010, 2011 et 2013.
- 1 Euroligue : 2010

Avec le Panathinaïkos :
- Championnat de Grèce : 2017, 2018
- Coupe de Grèce : 2017

Avec le Zénith Saint-Pétersbourg :
- Vainqueur de la VTB United League et champion de Russie 2021-2022

### Distinctions individuelles
- Prix Aleksandr Gomelski de meilleur entraîneur de l'Euroligue : 2010.
- Meilleur entraîneur de la Liga ACB (2) : 2010 et 2011.
- Meilleur entraîneur du championnat grec : 2017.